# Division I Grupp B i världsmästerskapet i ishockey för herrar 2015
Division I Grupp B i världsmästerskapet i ishockey för herrar 2015 genomfördes 13 april-19 april 2015 i Eindhoven, Nederländerna.
Till huvudturneringen kvalificerade lag:
- Sydkorea (23) – Flyttades ned från Division I Grupp A inför VM 2015
- Kroatien (28)
- Litauen (26)
- Storbritannien (22)
- Nederländerna (25)
- Estland (29) - Flyttades upp från Division II Grupp A inför VM 2015

Siffrorna inom parentes anger lagets placering på IIHF:s världsrankinglista 2014.

## Resultat
Spelplats: IJssportcentrum Eindhoven,  Eindhoven, Nederländerna
| Lag            | S | V | ÖV | ÖF | F | GM | IM | MS  | P  |
| -------------- | - | - | -- | -- | - | -- | -- | --- | -- |
| Sydkorea       | 5 | 4 | 0  | 0  | 1 | 30 | 11 | +19 | 12 |
| Storbritannien | 5 | 3 | 1  | 0  | 1 | 13 | 10 | +3  | 11 |
| Litauen        | 5 | 3 | 0  | 0  | 2 | 11 | 12 | −1  | 9  |
| Kroatien       | 5 | 2 | 0  | 1  | 2 | 17 | 20 | −3  | 7  |
| Estland        | 5 | 1 | 0  | 0  | 4 | 10 | 21 | −11 | 3  |
| Nederländerna  | 5 | 1 | 0  | 0  | 4 | 9  | 16 | −7  | 3  |

| Avancemang till Division I A 2016 | Relegerad till Division II A 2016 |

### Matcher
Alla tider är lokala (UTC+2)
| 13 april 2015 13:30 | Storbritannien | 3−2 0−1, 0−0, 2−1, 1−0 | Kroatien | IJssportcentrum Eindhoven Eindhoven |

|  |  | Matchsummering |  | Åskådare: 750 |  |
|  |  |                |  |               |  |

| 13 april 2015 17:00 | Estland | 3−7 1−2, 1−3, 1−2 | Sydkorea | IJssportcentrum Eindhoven Eindhoven |

|  |  | Matchsummering |  | Åskådare: 750 |  |
|  |  |                |  |               |  |

| 13 april 2015 20:30 | Nederländerna | 0−1 0−1, 0−0, 0−0 | Litauen | Laugardalur Arena Reykjavik |

|  |  | Matchsummering |  | Åskådare: 1500 |  |
|  |  |                |  |                |  |

| 14 april 2015 13:30 | Estland | 1−2 0−1, 1−0, 0−1 | Storbritannien | IJssportcentrum Eindhoven Eindhoven |

|  |  | Matchsummering |  | Åskådare: 500 |  |
|  |  |                |  |               |  |

| 14 april 2015 17:00 | Kroatien | 4−1 0−1, 2−0, 2−0 | Litauen | IJssportcentrum Eindhoven Eindhoven |

|  |  | Matchsummering |  | Åskådare: 350 |  |
|  |  |                |  |               |  |

| 14 april 2015 20:30 | Sydkorea | 7−1 2−0, 3−1, 2−0 | Nederländerna | IJssportcentrum Eindhoven Eindhoven |

|  |  | Matchsummering |  | Åskådare: 920 |  |
|  |  |                |  |               |  |

| 16 april 2015 13:30 | Litauen | 6−1 2−0, 0−1, 4−0 | Estland | IJssportcentrum Eindhoven Eindhoven |

|  |  | Matchsummering |  | Åskådare: 300 |  |
|  |  |                |  |               |  |

| 16 april 2015 17:00 | Sydkorea | 2−3 1−0, 1−2, 0−1 | Storbritannien | IJssportcentrum Eindhoven Eindhoven |

|  |  | Matchsummering |  | Åskådare: 700 |  |
|  |  |                |  |               |  |

| 16 april 2014 20:30 | Kroatien | 2−5 2−2, 0−1, 0−2 | Nederländerna | IJssportcentrum Eindhoven Eindhoven |

|  |  | Matchsummering |  | Åskådare: 1350 |  |
|  |  |                |  |                |  |

| 18 april 2015 13:30 | Litauen | 0−5 0−0, 0−3, 0−2 | Sydkorea | IJssportcentrum Eindhoven Eindhoven |

|  |  | Matchsummering |  | Åskådare: 1500 |  |
|  |  |                |  |                |  |

| 18 april 2015 17:00 | Kroatien | 5−2 1−2, 2−0, 2−0 | Estland | IJssportcentrum Eindhoven Eindhoven |

|  |  | Matchsummering |  |  |  |
|  |  |                |  |  |  |

| 18 april 2014 20:30 | Storbritannien | 3−2 3−1, 0−0, 0−1 | Nederländerna | IJssportcentrum Eindhoven Eindhoven |

|  |  | Matchsummering |  | Åskådare: 2500 |  |
|  |  |                |  |                |  |

| 19 april 2015 13:30 | Sydkorea | 9−4 1−1, 5−2, 3−1 | Kroatien | IJssportcentrum Eindhoven Eindhoven |

|  |  | Matchsummering |  | Åskådare: 1500 |  |
|  |  |                |  |                |  |

| 19 april 2015 17:00 | Litauen | 3−2 0−1, 2−0, 1−1 | Storbritannien | IJssportcentrum Eindhoven Eindhoven |

|  |  | Matchsummering |  | Åskådare: 1800 |  |
|  |  |                |  |                |  |

| 19 april 2015 20:30 | Nederländerna | 1−3 0−2, 1−0, 0−1 | Estland | IJssportcentrum Eindhoven Eindhoven |

|  |  | Matchsummering |  | Åskådare: 1500 |  |
|  |  |                |  |                |  |

## Läs mer
- Världsmästerskapet i ishockey för herrar 2015